# Pedro C. Colorado 1.ª Sección
Pedro C. Colorado 1.ª Sección es una localidad del municipio de Huimanguillo ubicado en la subregión de la Chontalpa del estado mexicano de Tabasco.

## Geografía
La localidad de Pedro C. Colorado 1.ª Sección se sitúa en las coordenadas geográficas 17°50′11″N 93°22′11″O / 17.836389, -93.369722, a una elevación de 20 metros sobre el nivel del mar.

## Demografía
Según el Conteo de Población y Vivienda 2020, efectuado por el Instituto Nacional de Estadística y Geografía, la localidad de Pedro C. Colorado 1.ª Sección tiene 160 habitantes, de los cuales 78 son del sexo masculino y 82 del sexo femenino. Su tasa de fecundidad es de 2.78 hijos por mujer y tiene 45 viviendas particulares habitadas.
| Gráfica de evolución demográfica de Pedro C. Colorado 1.ª Sección entre 2000 y 2020 |
|                                                                                     |
| INEGI.                                                                              |